# Министарство одбране Саудијске Арабије
Министарство Одбране Саудијске Арабије (арап. وزارة الدفاع) је министарство у Саудијској Арабији које је одговорно за заштиту националне безбедности, интереса и суверенитета земље од спољних претњи, као и рад са свим министарствима државе на постизању националне безбедности и стабилности. Тренутни министар одбране је принц Мухамед ибн Салман, који је именован 23. јануара 2015. Министарство укључује 5 огранака Оружаних снага Саудијске Арабије: Краљевске саудијске копнене снаге, Краљевске саудијске ваздухопловне снаге, Краљевске Саудијске поморске снаге, Краљевске саудијске снаге противваздушне одбране и Краљевске саудијске стратешке ракетне снаге.
Саудијска Арабија је у 2017. години, заузела треће место у свету са војним буџетом потрошње и далеко највећи војни трошак на Блиском истоку. Са додељеним буџетом од 69,4 милијарде долара што представља 10% бруто домаћег производа (БДП) земље, Саудијска Арабија је заменила Русију, која је била на четвртом месту по војној потрошњи према Стокхолмском међународном институту за истраживање мира (СИПРИ). Који је такође навео да је Саудијска Арабија најнаоружанија земља у региону Персијског залива по свом инвентару савремене опреме.

## Историја
- Управа за војне послове – 1929. године краљ Абдулазиз, издао је краљевско наређење да се успостави Управа за војне послове која ће се бавити војним пословима и изградити јаку војску. Војска је била организована у три јединице: митраљеске, пешадијске и артиљеријске јединице.
- Агенција за одбрану – Поред Управе за војне послове, наредбом краља Абдулазиза 1934. године основана је Агенција за одбрану, као услов проширења и модернизације, где су створени даљи одреди и распоређени по градовима и морским лукама земље.
- Председништво Генералштаба – 1939. године основано је Председништво Генералштаба уместо Управе за војне послове.
- Министарство одбране и ваздухопловства – 1943. године формирано је Министарство одбране уместо Агенције за одбрану, касније 1952. име је промењено у Министарство одбране и ваздухопловства.
- Министарство одбране – 2011. године Министарство одбране и ваздухопловства је преименовано у Министарство одбране.[4]

## Министри одбране
- Мансур ибн Абдулазиз ал-Сауд (10. новембар 1943 – 2. мај 1951)
- Мисхаал ибн Абдулазиз ал-Сауд (12. мај 1951 – 1953)
- Фахад ибн Сауд бин Абдулазиз ал-Сауд (1957—1960)
- Мухамед ибн Сауд Ал Сауд (1960 – 22. октобар 1963.)
- Султан ибн Абдулазиз ал-Сауд (22. октобар 1963. – 22. октобар 2011.)
- Салман ибн Абдулазиз ал-Сауд (5. новембар 2011. – 23. јануар 2015.)
- Мухамед ибн Салман (23. јануар 2015 – данас)

## Заставе оружаних снага
- Копнених снага
- Ваздухопловства
- Морнарице
- Противваздушне